# Hydriomena indistincta
Hydriomena indistincta är en fjärilsart som beskrevs av Mcdunnough 1952. Hydriomena indistincta ingår i släktet Hydriomena och familjen mätare. Inga underarter finns listade i Catalogue of Life.